# アンラッキー、ハッピー
『 アンラッキー、ハッピー 』（ 英：Buying the Cow ）は、2002年に製作されたアメリカ映画。日本では劇場未公開。

## キャスト
- デヴィッド：ジェリー・オコンネル
- サラ：ブリジット・ウィルソン
- エイミー：アリッサ・ミラノ
- マイク：ライアン・レイノルズ
- ニコール：アナベス・ギッシュ
- ジョンジー：ビル・ベラミー
- アンドリュー：ジョン・テニー
- テイラー：ロン・リビングストン
- アンバー：ジョリー・ジェンキンス[1]